# Hellfire (datorspel)
Hellfire (ヘルファイヤー?) är ett arkadspel från 1989, utvecklat av Toaplan. Spelet porterades senare till Sega Mega Drive och PC Engine CD-ROM², till den senare konsolen under namnet Hellfire S. 

## Handling
Året är 2998, och mänskligheten har tagit sig långt ut i rymden och skapat ett framskridande, fridfullt, samhälle. När diktatorn Super Mech hotar, skickar Jordens befolkning iväg kapten Lancer i sin vapenbestyckade CNCS1-farkost.

## Mottagande
Tidskriften Megatech gav spelet totalt 93 %.

### Fotnoter
1. ↑  ”Hellfire” (på engelska). Mobygames. 23 mars 1989. http://www.mobygames.com/game/hellfire-. Läst 28 maj 2014.
2. ↑  ”Hellfire” (på engelska). Out of Print Archive. maj 1992. http://www.outofprintarchive.com/articles/reviews/MegaDrive/Hellfire-MeanMachines3-3.html. Läst 28 maj 2014.